# Darko Krezic
Darko Krezic (* 17. Mai 1977 in Zenica, Jugoslawien) ist ein ehemaliger deutscher Basketballspieler. Der 1,97 Meter große Flügelspieler stand während seiner Karriere unter anderem bei den Bundesligavereinen DJK s. Oliver Würzburg und Mitteldeutscher BC unter Vertrag und absolvierte 109 Einsätze in Deutschlands höchster Spielklasse.

## Laufbahn
Krezic kommt aus einer kroatischstämmigen Familie, die 1992 aufgrund des Krieges Banja Luka in Bosnien verließ und nach Hollern im nördlichen Niedersachsen zog. Er spielte Basketball beim VfL Stade, ehe er 1996 zum SC Rist Wedel in die 2. Bundesliga wechselte. Dort entwickelte er sich in den kommenden Jahren zum Leistungsträger und machte Bundesligisten auf sich aufmerksam. Als sich ein angedachter Wechsel an eine Hochschule in den Vereinigten Staaten nicht umsetzen ließ, wurde er 1999 vom Erstligisten DJK s. Oliver Würzburg verpflichtet, für den er bis 2002 spielte und zeitweilig an der Seite seines jüngeren Bruders Zoran aktiv war. Darko Krezic erreichte seine besten Werte in der Bundesliga während des Spieljahres 1999/2000, als er für Würzburg in 24 Einsätzen im Durchschnitt 6,7 Punkte und 1,8 Rebounds je Begegnung erzielte. Die beste Punktausbeute in einer Bundesliga-Begegnung erreichte Krezic Anfang März 2002, als er für Würzburg gegen Köln 18 Punkte verbuchte. Er wurde im Sonderheft der Basketball-Bundesliga zur Saison 2000/01 als „sehr athletischer Spieler mit sicherem Wurf aus der Distanz“ beschrieben. In der Saison 2002/03 lief Krezic ebenfalls in Deutschlands höchster Spielklasse für den Mitteldeutschen BC auf und verstärkte in der Saison 2003/04 dann den Zweitligisten ART Düsseldorf Magics.
Nach dem Ende seiner Profilaufbahn absolvierte Krezic in Hamburg ab 2005 ein Studium der Wirtschaft und Politik und wurde als Musikproduzent und Komponist tätig. Unter anderem schrieb er die Musik für den Film Chiko. Zusätzlich war er zeitweilig gemeinsam mit seinem ehemaligen Wedeler und Würzburger Mitspieler Marvin Willoughby im Rahmen von Basketball-Camps als Trainer tätig und spielte zeitweise noch für den Oberligisten Eimsbütteler TV. Bei dem Verein betätigte sich Krezic auch in der Jugendarbeit.